# Seven up (kortspel)
Seven up, även kallat all fours eller högt-lågt-knekt, är ett kortspel för 2 deltagare eller 4 deltagare som spelar ihop parvis. Spelet går ut på att ta hem stick med så värdefulla kort som möjligt. 
Spelarna får sex kort var i given. Vilken färg som ska vara trumf föreslås genom att ytterligare ett kort slås upp. I varje giv finns det fyra poäng att spela om: för högsta trumfkort, för lägsta trumfkort, för trumfknekten och för läsen, vilket sistnämnda innebär flest hemspelade ”ögon” (ess värderas till 4 ögon, kungar till 3, damer till 2, knektar till 1 och 10:or till 10 ögon).
Den spelare eller sida som först uppnår 7 poäng vinner.

## Variant
All fives, som är avsett för 2 eller 3 deltagare, är en variant med ett annorlunda poängsystem. Poäng delas ut, enligt en särskild skala, för vissa av trumfkorten i de hemtagna sticken: esset, kungen, damen, knekten, 10:an och 5:an.
All fives kan även vara en alternativ benämning på dominospelet muggins.